# Altaveu de botzina
Un altaveu de botzina és un altaveu o element d'altaveu que utilitza una botzina acústica per augmentar l'eficiència global dels elements conductors. Una forma comuna (dreta) consisteix en un controlador de compressió que produeix ones sonores amb un petit diafragma metàl·lic vibrat per un electroimant, connectat a una botzina, un conducte enflamant per conduir les ones sonores a l'aire lliure. Un altre tipus és un controlador de woofer muntat en un recinte d'altaveus que està dividit per particions internes per formar un conducte en ziga-zaga que funciona com una botzina; aquest tipus s'anomena altaveu de banya plegada. La botzina serveix per millorar l'eficiència d'acoblament entre el controlador de l'altaveu i l'aire. La botzina es pot pensar com un "transformador acústic" que proporciona una concordança d'impedància entre el material relativament dens del diafragma i l'aire menys dens. El resultat és una potència de sortida acústica més gran d'un controlador determinat.
La part estreta de la botzina al costat del conductor s'anomena "gola" i la part gran més allunyada del conductor s'anomena "boca". La cobertura angular (patró de radiació) de la banya està determinada per la forma i la flama de la boca. Un dels principals problemes dels altaveus de trompa és que el patró de radiació varia amb la freqüència; El so d'alta freqüència tendeix a emetre's en feixos estrets amb un rendiment deficient fora de l'eix. S'han fet millores importants, començant per la trompa de "directivitat constant" inventada el 1975 per Don Keele.
El principal avantatge dels altaveus de trompa és que són més eficients; normalment poden produir aproximadament 3 vegades (10 dB) més so que un altaveu de con des d'una sortida d'amplificador determinada. Per tant, les trompes s'utilitzen àmpliament en sistemes de megafonia, megàfons i sistemes de so per a grans escenaris com teatres, auditoris i estadis esportius. El seu desavantatge és que la seva resposta de freqüència és més desigual a causa dels pics de ressonància, i les banyes tenen una freqüència de tall per sota de la qual disminueix la seva resposta. (La freqüència de tall correspon a la longitud d'ona igual a la circumferència de la boca de la trompa.) Per aconseguir una resposta adequada a les freqüències baixes, els altaveus de trompa han de ser molt grans i feixucs, de manera que s'utilitzen més sovint per a freqüències mitjanes i altes. Els primers altaveus pràctics, introduïts al voltant del tombant del segle xx, van ser els altaveus de banya. A causa del desenvolupament en les últimes dècades d'altaveus de con que de vegades tenen una resposta de freqüència més plana, i la disponibilitat d'una potència d'amplificador econòmica, l'ús d'altaveus de botzina en sistemes d'àudio d'alta fidelitat durant les últimes dècades ha disminuït.

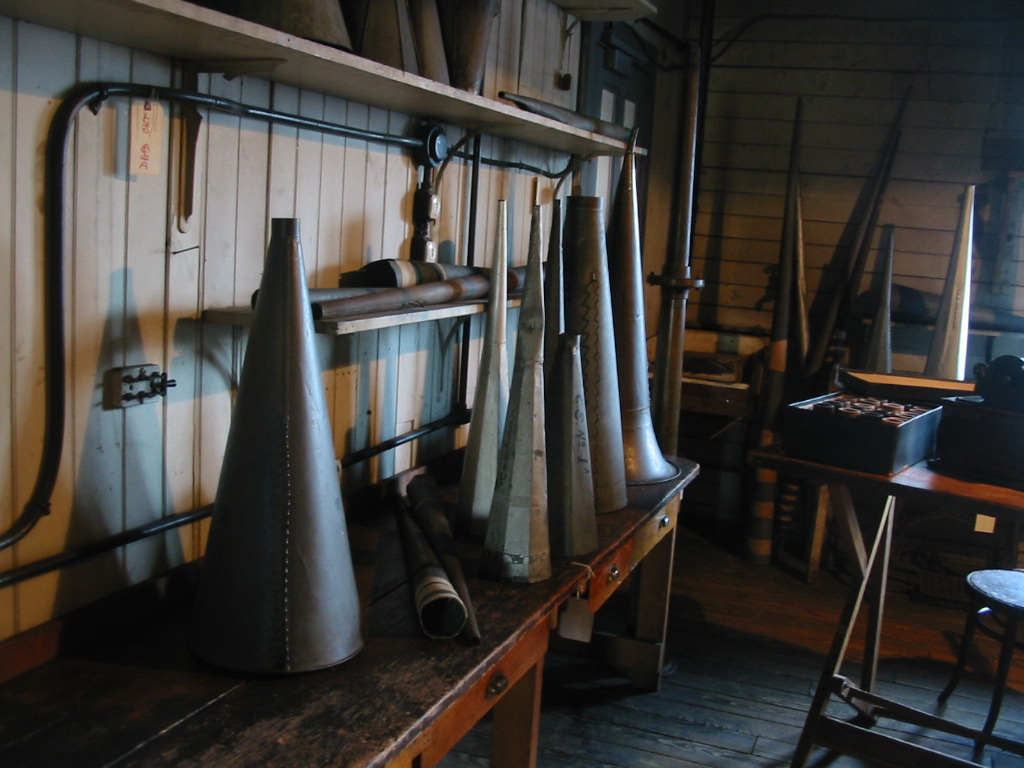
Diversos prototips de trompa al laboratori de Theo Wangemann, dissenyador de trompa en cap de Thomas Edison. Des del 1888 fins al 1925 aproximadament, es va utilitzar una trompa per concentrar les ones sonores en el procés d'enregistrament en cilindres d'Edison, i una altra es va utilitzar per amplificar els enregistraments durant la reproducció.

## Funcionament
Una trompa acústica converteix grans variacions de pressió amb una petita àrea de desplaçament en una variació de baixa pressió amb una gran àrea de desplaçament i viceversa. Ho fa mitjançant l'augment gradual, sovint exponencial, de l'àrea de la secció transversal de la banya. La petita àrea de secció transversal de la gola restringeix el pas de l'aire presentant així una alta impedància acústica al conductor. Això permet que el conductor desenvolupi una pressió elevada per a un desplaçament determinat. Per tant, les ones sonores a la gola són d'alta pressió i de baix desplaçament. La forma afilada de la trompa permet que les ones sonores es descomprimeixin gradualment i augmenten de desplaçament fins a arribar a la boca on són de baixa pressió però de gran desplaçament.

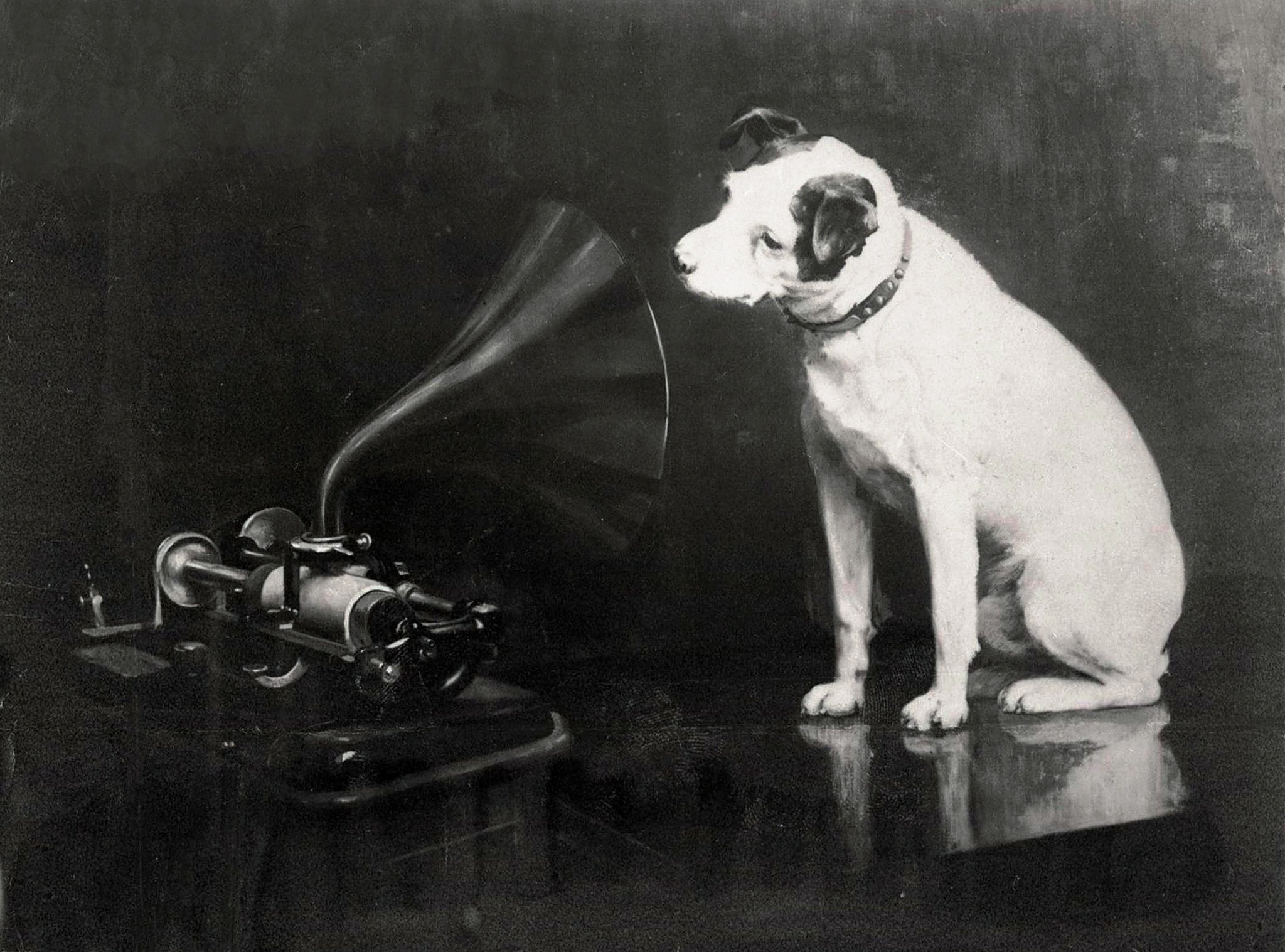
Pintura original de Francis Barraud de Nipper mirant un fonògraf de cilindre d'Edison Bell